# Burmannia jonkeri
Burmannia jonkeri är en enhjärtbladig växtart som beskrevs av Benthem och Paulus Johannes Maria Maas. Burmannia jonkeri ingår i släktet Burmannia och familjen Burmanniaceae. Inga underarter finns listade i Catalogue of Life.